# 교황 힐라리오
교황 힐라리오(라틴어: Hilarius PP., 이탈리아어: Papa Ilario)는 제46대 교황(재위: 461년 11월 19일 - 468년 2월 29일)이다. 사후 성인으로 시성되었으며, 축일은 2월 28일이다.

## 일대기
힐라리오는 라틴어로 ‘명랑하다’, ‘들뜨다’라는 뜻이다. 사르데냐 태생으로 크리스피누스의 아들인 그는 교황 레오 1세 밑에서 수석부제로 봉사하였다. 449년 힐라리오는 ‘강도 공의회’라고도 불리는 제2차 에페소 공의회에 교황의 사절로 파견되었다. 에우티케스 문제를 해결하기 위해 소집된 공의회에서 그는 교황의 권위를 강력하게 옹호하였으며, 콘스탄티노폴리스의 플라비아노 대주교를 지지하고 나섰다. 레오 1세가 풀케리아 황후에게 보낸 서신을 보면, 제2차 에페소 공의회 폐막한 후에 힐라리오가 공의회 결과를 교황과 풀케리아 황후에게 각각 전하기 위해 로마와 콘스탄티노폴리스에 가려고 했지만, 알렉산드리아의 디오스쿠루스 주교의 방해로 그가 보낸 병사들에 의해 체포될 뻔 하였으나 가까스로 빠져 나왔다고 한다.
교황이 된 힐라리오는 전임 교황 레오 1세의 정책을 그대로 계승하여 주교들에 대한 교황의 통치권을 지속적으로 강화해나갔다. 전(前) 대부제 헤르메스는 교황 레오 1세에 의해 나르본의 전임 교구장 주교에 의해 새 교구장 주교로 추천받았으며, 교황 레오 1세의 승인 없이 단독으로 주교로 착좌하였다. 이에 레오 1세의 뒤를 이어 교황이 된 힐라리오는 462년 시노드를 소집하여 헤르메스의 주교품을 승인하되, 명의주교로 제한하는 조치를 취하였다. 힐라리오가 회칙으로 발표한 내용들 대부분은 교회 내 성직자들의 규율 강화에 관심이 모아져 있었다. 그는 교황 조시모 시대처럼 아를에 갈리아 지역 교회를 총괄하는 교황 총대리구를 세우려고 하였다. 갈리아 지역 교회에서는 매년 아를의 주교에 의해 시노드가 소집되었지만, 중대한 사안들은 로마에 보내 교황의 승인을 받아야만 했다. 또한, 어떤 주교도 아를 주교의 승인이 있는 문서를 지참하지 않고서는 자신의 교구를 떠날 수 없었다. 그리고 아를의 주교 레온티우스의 요청을 받아들여 갈리아 지역의 주교 수품 후보자들은 먼저 갈리아 교구들이 아를 주교의 관할권에 속한다는 것을 인정한 후에야 조사 후에 주교로 수품받을 수 있었다. 그리고 교회 재산은 시노드에서 사유를 조사해 허락하기 전까지는 함부로 양도할 수 없도록 하였다.
하지만 그로부터 얼마 지나지 않아서 힐라리오는 곧 교구 간 분쟁에 휘말리게 되었다. 463년 비엔의 주교 마메르토는 디에의 새로운 주교 성성(成聖)을 집전하였는데, 문제는 당시 디에 교구는 아를 교구 소속으로서 비엔 교구의 관할권 밖이었다는 것이다. 이 소식을 접한 힐라리오는 곧 조사를 위해 아를의 레온티우스를 교황 대리로 임명하고 갈리아 주교들을 소집해 시노드를 열게 하였다. 464년 2월 25일 소집된 시노드에서 안토니우스 주교가 제출한 보고서를 받아 검토한 레온티우스 주교는 마메르토 주교에게 이후로도 권한을 벗어난 주교 성성을 계속 할 경우 성무 집행을 정지시키겠다고 경고하는 내용을 담은 교령을 발표하였다. 그리고 이러한 권한을 베라누스 주교에게 위임하였다. 그리하여 레온티우스에 의해 디에의 새 주교의 성성은 인정되었으며, 아를의 주교가 지니는 특권 역시 유지되었다. 동시에 갈리아의 주교들은 각자 자신의 권한 이외의 것을 행사하지 않으며, 아를의 주교 주재 아래 1년에 한 차례씩 시노드에 참여하기로 하였다.
힐라리오는 5세기에 교황권의 영향 밖에 머무는 성향이 있었던 히스파니아 교회에 대해 중대한 결정을 내렸다. 칼라오라의 주교 실바누스가 주교 서임 문제에 있어서 교회법을 위반하여 물의를 빚자, 타라고나의 수좌주교 아스카니우스가 교황 힐라리오에게 상소문을 올렸다. 힐라리오는 수좌주교의 상소를 인정하여 실바누스에게 그의 처신과 관련해서 올바른 판단을 내릴 것을 촉구하였다. 그러나 얼마 후, 히스파니아 교회에 또 다른 문제가 발생하여 로마에 보고되었다. 바르셀로나의 주교 눈디나리우스는 자신이 사망하기 전에 자신의 교구장직을 이를 후임자로 다른 교구의 주교였던 이레네오가 되기를 바란다는 유지를 남겼다. 타라고나 시노드는 그의 요청을 받아들여 이레네오를 바르셀로나의 새 주교로 인정하기로 결의하고, 교황에게 승인을 요청하였다. 이를 승인한 465년 11월 19일 산타 마리아 마조레 대성전에서 소집된 로마 시노드는 당대 기록이 그대로 남아 보존되어 있는 가장 오래된 로마 시노드이다.
힐라리오는 이교에 대해 관대한 조처를 담은 새 황제 안테미우스의 467년 칙령에 강력하게 반대하는 운동을 펼쳤다. 특히 이른바 성령의 신성을 부정하는 성령적대론파 또는 마케도니아 학파에 대한 황제의 호의는 그가 가장 총애하던 필로테우스와 교황 젤라시오 1세가 주고받은 서신의 내용을 통해서도 확인할 수 있다. 하루는 황제가 성 베드로 대성전을 방문하자, 힐라리오는 황제에게 그간 공공연하게 한 행동에 대한 설명을 요구하였으며, 성 베드로의 무덤 앞에 서서 로마에서 이교주의자들이 회합을 갖는 것을 결코 허용하게 않겠노라고 선언할 것을 강력하게 요구하였다.
《교황 연대표》에 의하면 힐라리오는 로마에 몇몇 성당과 기타 건물을 세우도록 하였다고 한다. 산 조반니 인 라테라노 대성전 부속 세례당의 두 기도실은 각각 성 요한 사도와 성 요한 세례자를 기리며 봉헌되었는데, 이는 과거에 그가 에페소 강도 공의회에서 안전하게 탈출할 수 있게 해준 것에 대한 감사의 표시로 여겨진다. 또한, 그는 세례당 안에 성십자가 경당도 세웠으며, 수도원들과 공중목욕탕 두 곳도 세웠다. 그리고 산 로렌초 푸오리 레 무라 성당 인근에는 도서관들을 세우도록 하였다.
한편, 힐라리오는 생전에 신경근병증으로 자주 고생했다고 전해진다.

## 같이 보기
- 힐라리우스 픽타비엔시스
- 교황 목록